# Microphengodes longicornis
Microphengodes longicornis är en skalbaggsart som beskrevs av Wittmer 1976. Microphengodes longicornis ingår i släktet Microphengodes och familjen Phengodidae. Inga underarter finns listade i Catalogue of Life.